# Dimitri Tiomkin
Dimitri Zinov'evich Tiomkin (in russo Дмитрий Зиновьевич Тёмкин?, Dmitrij Zinov'evič Tëmkin; Kremenčuk, 10 maggio 1894 – Londra, 11 novembre 1979) è stato un musicista, pianista e compositore russo naturalizzato statunitense, noto soprattutto come compositore di musiche da film.

## Biografia
Nato a Kremenčuk (oblast' di Poltava), allora nell'Impero russo, in un'agiata famiglia borghese di cultura sia scientifica sia artistica (il padre era un chimico, collaboratore di Paul Ehrlich, la madre insegnante di pianoforte), studiò pianoforte al Conservatorio di San Pietroburgo (insegnante di composizione era all'epoca Aleksandr Glazunov), poi, per sottrarsi alla Rivoluzione russa, passò a Berlino, dove studiò composizione con Ferruccio Busoni.
Le sue doti virtuosistiche lo indirizzavano all'attività concertistica, e in veste di pianista fece tournée in Germania, a Parigi e a New York. Il contatto con l'ambiente musicale americano e il matrimonio con la ballerina e coreografa austriaca Albertina Rasch modificarono profondamente i suoi orizzonti culturali: nel 1928 fu lui ad eseguire, a Parigi, la prima europea del Concerto in fa per pianoforte ed orchestra di George Gershwin.
Tornato in America nel 1929, trovò il paese in piena crisi, e la carriera del concertista non era la più facile, al momento. Fu la moglie ad introdurlo nell'ambiente cinematografico presentandolo alla Metro-Goldwyn-Mayer, con l'idea di superare le difficoltà economiche momentanee. Dopo alcune collaborazioni occasionali arrivò il primo film di cui compose l'intera musica, e fu Katusha (1931), dal romanzo Resurrezione di Tolstoj; nel 1937 fu la volta della prima candidatura all'Oscar, con Orizzonte perduto di Frank Capra: se nei primi anni trenta Tiomkin aveva continuato a dividersi tra la carriera solistica e quella di compositore per il cinema, alla fine un incidente ad una mano troncò le esitazioni, e il musicista si dedicò completamente alla composizione.
Nel 1959 pubblicò a New York la propria autobiografia, dal titolo Please Don't Hate Me.

Nel 1968 morì la moglie Albertina, che era stata così importante per Tiomkin. Nel 1969 lavorò all'ultimo film, Čajkovskij, anche come produttore. 

Nel 1972 si trasferì a Londra, dove morì per complicazioni conseguenti ad una frattura del femore, nel novembre 1979.
La sua seconda moglie Olivia Tiomkin Douglas diede supporto in anni recenti alla casa discografica Tadlow Music, impegnata ad incidere le prime registrazioni mondiali delle partiture complete di La battaglia di Alamo, I cannoni di Navarone e La caduta dell'Impero romano, prodotte da James Fitzpatrick.

## La musica e i film
Tiomkin portò nel cinema americano il gusto tutto russo e romantico per il colore, il dramma e il sentimento, dentro l'educazione musicale classica ricevuta in Russia e in Germania.
Nella sua lunga carriera musicò circa 140 film, fu candidato all'Oscar 23 volte vincendone 3, per Mezzogiorno di fuoco (1952) di Fred Zinnemann, Prigionieri del cielo (1954) di William A. Wellman, per il cui motivo conduttore Tiomkin scelse il famoso fischiatore solista Muzzy Marcellino, e per Il vecchio e il mare (1958) di John Sturges. Altre sue musiche da film furono grandi successi del cantante Frankie Laine (Ballata selvaggia, La straniera, Sfida all'O.K. Corral). I parolieri che collaborarono alle canzoni di Tiomkin furono soprattutto Paul Francis Webster e Ned Washington.
Importanti furono anche i suoi contributi alle produzioni televisive: è suo il tema della sigla di apertura dei telefilm della serie Gli uomini della prateria, divenuto celeberrimo in tutto il mondo in quanto impiegato dai The Blues Brothers in una scena dell'omonimo film.

## Filmografia
Tra i suoi film (le candidature citate si intendono per la colonna sonora):
- Katusha (Resurrection), regia di Edwin Carewe (1931)
- Alice nel Paese delle Meraviglie (Alice in Wonderland), regia di Norman Z. McLeod (1933)
- The Road Back, regia di James Whale (1937)
- Orizzonte perduto (Lost Horizon), regia di Frank Capra (1937)
- Mr. Smith va a Washington (Mr. Smith Goes to Washington), regia di Frank Capra (1938)
- I vendicatori (The Corsican Brothers), regia di Gregory Ratoff (1941)
- Flying Blind, regia di Frank McDonald (1941)
- La luna e sei soldi (The Moon and Six Pence), regia di Albert Lewin (1943) (candidatura Oscar 1943)
- L'ombra del dubbio (Shadow of a Doubt), regia di Alfred Hitchcock (1944)
- Il ponte di San Luis Rey (The Bridge of San Luis Rey), regia di Rowland V. Lee (1944) (candidatura Oscar 1944)
- Gioia di vivere (Forever Yours), regia di William Nigh (1945)
- La vita è meravigliosa (It's a Wonderful Life), regia di Frank Capra (1946)
- Duello al sole (Duel in the Sun), regia di King Vidor (1946)
- L'infernale avventura (Angel on My Shoulder), regia di Archie Mayo (1947)
- Il fiume rosso (Red River), regia di Howard Hawks (1948)
- Il grande campione (Champion), regia di Mark Robson (1949) (candidatura 1949)
- Due ore ancora (D.O.A.), regia di Rudolph Maté (1950)
- Cirano di Bergerac (Cyrano de Bergerac), regia di Michael Gordon (1950)
- Il mio corpo ti appartiene (The Men), regia di Fred Zinnemann (1950)
- L'altro uomo (Strangers on a Train), regia di Alfred Hitchcock (1951)
- La cosa da un altro mondo (The Thing from Another World), regia di Christian Nyby (1951)
- Mezzogiorno di fuoco (High Noon), regia di Fred Zinnemann (1952) (Oscar 1952 per la colonna sonora e la canzone)
- Seduzione mortale (Angel Face), regia di Otto Preminger (1953)
- Ballata selvaggia (Blowing Wild), regia di Hugo Fregonese (1953)
- Io confesso (I Confess), regia di Alfred Hitchcock (1953)
- Il delitto perfetto (Dial M for Murder), regia di Alfred Hitchcock (1954)
- Prigionieri del cielo (The High and the Mighty), regia di William A. Wellman (1954) (Oscar per la colonna sonora, candidatura per la canzone)
- Squilli al tramonto (Bugles in the Afternoon), regia di Roy Rowland (1955)
- La regina delle piramidi (Land of the Pharaons), regia di Howard Hawks (1955)
- La straniera (Strange Lady in Town), regia di Mervyn LeRoy (1955)
- Il gigante (Giant), regia di George Stevens (1956) (candidatura per la colonna sonora)
- La legge del Signore (Friendly Persuasion), regia di William Wyler (1956) (candidatura per la canzone)
- Selvaggio è il vento (Wild Is the Wind), regia di George Cukor (1957) (candidatura per la canzone)
- Sfida all'O.K. Corral (Gunfight at The O.K. Corral), regia di John Sturges (1957)
- Il vecchio e il mare (The Old Man and the Sea), regia di John Sturges (1958) Oscar 1958 per la colonna sonora
- Rhapsody of Steel, regia di John Sutherland (1959) (Documentario)
- Là dove il sole brucia (The Young Land), regia di Ted Tetzlaff (1959) Oscar 1959 per la migliore canzone
- Un dollaro d'onore (Rio Bravo), regia di Howard Hawks (1959)
- Il giorno della vendetta (Last Train from Gun Hill), regia di John Sturges (1959)
- La battaglia di Alamo (The Alamo), regia di John Wayne (1960) (candidatura per la migliore colonna sonora e la migliore canzone)
- Gli inesorabili (The Unforgiven), regia di John Huston (1960)
- I cannoni di Navarone (The Guns of Navarone), regia di J. Lee Thompson (1961) (candidatura per la colonna sonora)
- La città spietata (Town Without Pity), regia di Gottfried Reinhardt (1961)
- 55 giorni a Pechino (55 Days at Peking), regia di Nicholas Ray (1963) (candidatura per la colonna sonora e la canzone)
- La caduta dell'Impero romano (The Fall of the Roman Empire), regia di Anthony Mann (1964) (candidatura per la colonna sonora)
- Il circo e la sua grande avventura (Circus World), regia di Henry Hathaway (1964)
- A President Country (1966) (Documentario sul presidente Lyndon Johnson)